# Д’Андре, Лев Иванович
Лев Иванович д’Андре (1819—1849) — русский чиновник, этнограф, художник-любитель. Знакомый Т. Г. Шевченко и А. Ф. Чернышёва.

## Биография
Лев Иванович д’Андре происходил из Санкт-Петербургских беспоместных дворян. После окончания гимназии служил в канцелярии генерал-губернатора Санкт-Петербурга. В 1840 году переехал в Оренбург. Служил в канцелярии Оренбургского военного губернатора сначала столоначальником, затем чиновником особых поручений.
С 1842 года занимался сбором этнографических материалов. В 1846 году пограничная комиссия Оренбурга направила д’Андре в казахскую степь в целях изучения традиций и обычаев казахов. Собранные материалы систематизированы в труде «Описание киргизских обычаев».
В 1847 году в Орской крепости познакомился с Т. Г. Шевченко. Д’Андре передал ему письмо А. Ф. Чернышёва. В этом письме Чернышёв характеризовал д’Андре как прекрасного человека и большого любителя изящных искусств. Через Д’Андре Шевченко передал на Украину один из своих автопортретов.
Лев Иванович д’Андре скончался 15 марта 1849 года.